# Technique couplée
En chimie analytique, une technique couplée (Hyphenated technique, en anglais) est la combinaison ou le couplage d'au moins deux techniques d'analyse dans le but d'améliorer l'analyse qualitative (identification) et quantitative d'une substance. Le couplage peut avoir lieu entre deux techniques de séparation, deux techniques d'identification ou une technique de séparation et une technique d'identification. Un exemple d'une technique de séparation est la chromatographie et un exemple d'une technique d'identification est la spectroscopie. 

## Avantages
En comparaison avec les techniques seules, les techniques couplées ont les avantages suivants : 
- analyse plus rapide et plus précise ;
- degré d'automatisation plus élevé ;
- meilleure reproductibilité ;
- réduction de la contamination grâce à son système fermé ;
- séparation et quantification réalisée simultanément et sur le même échantillon.

## Chromatographie
La chromatographie peut être combinée avec une autre technique chromatographique, on parle alors de chromatographie bidimensionnelle. Elle peut aussi être combinée à une technique spectroscopique. La chromatographie produit alors les fractions de substances chimiques pures ou quasi-pures et la spectroscopie donne les informations sélectives pour l'identification des substances. Les couplages chromatographie - spectroscopie les plus connus sont : 
- chromatographie en phase gazeuse-spectrométrie de masse, analyse des molécules organiques et biochimiques ;
- pyrolyse-chromatographie en phase gazeuse-spectrométrie de masse ;
- chromatographie en phase liquide-spectrométrie de masse, analyse des substances non volatiles ;
- chromatographie en phase gazeuse-IRTF.

## Spectroscopie de masse
En plus des couplages cités dans le paragraphe précédent, un spectromètre de masse peut être combiné à un autre spectromètre de masse. On parle alors de la spectrométrie de masse en tandem. Le premier spectromètre produit une première série de fragments alors que le second donne une nouvelle série de fragments. La connaissance de l’ensemble de ces données augmente considérablement la capacité de distinguer des molécules aux structures voisines comme des isomères qui ont les mêmes masses moléculaires mais qu’il faut distinguer parce qu’ils peuvent présenter des toxicités très différentes.

## Électrophorèse
L'électrophorèse peut être combinée avec une autre technique électrophorétique, on parle alors d'électrophorèse bidimensionnelle. Elle peut aussi être combinée avec d'autres techniques par exemple : 
- électrophorèse-chromatographie ;
- immunoélectrophorèse ;
- électrophorèse capillaire-spectroscopie de masse : analyse des biopolymères comme les protéines et les acides nucléiques[6].

## Analyse thermique
Les méthodes d'analyse thermique peuvent être utilisées couplées avec d'autres méthodes d'analyse pour analyser le gaz produit lors du chauffage. On parle alors de l'analyse des gaz émanents ou EGA de l'anglais Evolved Gas Analysis. Les principaux coulages sont :
- TGA/FTIR ;
- TGA/MS ;
- TGA/GC-MS.